# وصفي المعصراني
وصفي المعصراني هو مغني وملحن سوري، من مواليد مدينة حمص، عاش فيها حتى عام 1997 حيث انتقل إلى دمشق وقضى فيها ثلاث سنوات انتقل بعدها إلى جمهورية التشيك حيث أن والدته تشيكية.
يعزف على 4 آلات موسيقية البيانو، الترومبيت، الإيتار، الدرمز بدأالعزف والغناء بعمر 13 سنة، وكان يقيم حفلات في 
سورية على نطاق ضيق، مع أصدقائه كهاوي ولما انتقل في سنة 2000 إلى جمهورية التشيك كان يهتم بالموسيقى والتلحين والتوزيع الموسيقي وخاصة الأغاني الغربية أكثر من الأغاني العربية.
بدأ بالموسيقى العربية مع انطلاق الثورة السورية وأول أغانيه كانت 'درعانا تنادي' والتي كانت من ألحانه وكلماته وكانت من أوائل أغاني الثورة عندما حصلت المجزرة في درعا، وقد غلب على الأغنية الطابع الغربي البحت حيث كانت الأجهزة مؤلفة من غيتارات لا علاقة لها بالأسلوب العربي، ولكن الكلمات كانت عربية. وبعد ذلك أنجز أغنية 'حمص يا دار السلام' في الشهر الرابع على انطلاق الثورة السورية كذلك الأمر كان الأسلوب فيها غربياً أكثر مما كان عربياً.
كان دوره واضح في التواصل مع الثوار والنشطاء في الداخل السوري حيث كان يسجل أغانيه بالتوافق مع متطلباتهم لاستخدامها في المظاهرات السلمية، كانت أعماله تعكس الحراك الفني للثورة، تواصل مع الناشط عبد الباسط الساروت وقاموا بعدة أعمال مشتركة منها ( جنة جنة، حرام عليك، يا يما بتوب جديد، شامنا شامنا، ماتت قلوب الجيش) كما سجل مجموعة اغاني بأصوات شهداء الثورة السورية مثل الشهيد عبد الحميد محمود رحال ( يما مويل الهوى) و الشهيد طارق الأسود ( كبّر عليهم، أصابع نصر)
برع وصفي كملحن وموزع ومغني في سلسلة أعمال موسيقية لأفلام وثائقية لقناة الجزيرة: أغنية مسا الخير بفلم حمص درب الحرية
و أغنية أرض البطولة بفلم بوصلة الثورة، 
وقد قام بالعديد من الحفلات حول العالم بهدف جمع التبرعات للشعب السوري من ابرزها حفلة قطر برعاية وزارة الثقافة القطرية مع مجموعة من الفنانين.

## الأغاني والأناشيد
قدم وصفي المعصراني العديد من الأغاني والأناشيد منها:
- موطني
- عيدي لحن مجروح
- يا ظلام السجن خيم
- سوف نبقى هنا
- أرض البطولة
- مسا الخير
- دراعنا تنادي
- عالهودلا
- حمص يا دار السلام
- سوريا لأجلك نصلي
- ماتت قلوب الجيش
- يا الله كلنا سوا
- يامو
- طالع اتظاهر
- سوري أنا
- العيد
- البلد بلدك (أغنية وموال)
- بابا عمر (موال)
- من بابا عمر للخالدية
- عالالا
- دلعونا الحرية
- زينو الساحة
- حيو الثوار
- حمص الصامدة
- حلم الشهادة
- جنة يا وطنا (بالتعاون مع عبد الباسط الساروت)
- تأخرنا عليكي حماة
- يما مويل الهوى
- نصر ليبياج
- غياث مطر
- شدو الهمة
- سكابا
- دلعونا الحرية
- حرام عليه (بالتعاون مع عبد الباسط الساروت)
- بوطني
- الجيش الحر
- كبر عليهم (بالتعاون مع الشهيد طارق الأسود)
- كانو صغار
- عيدي لحن مجروح (بالتعاون مع جولي)
- داريا الجريحة
- حب الوطن (لاأغنية للشهيد تامر العوام)
- بشو بدك تعترف
- إدلب النصر
- يا طير خذني على وطني سوريا
- يا واقف على بواب الشهباء
- يا رايح عالدير
- والله محتاجك ياخي
- ماكان عنده مشكله
- شامنا شامنا (بالتعاون مع عبد الباسط الساروت)
- حانن للحرية
- حيو الشام وثوارها
- بسم المولى
- أصابع نصر